# صحیفی جوهری
صحیفی جوهری شیرازی (درگذشت ۱۰۲۲ ه‍. ق) مشهور به جوهری و صحیفی ذوالقدر، شاعر و خوشنویس اواخر سده دهم و اوایل یازدهم است.
صحیفی شعر فارسی و ترکی را خوب می‌سرود و اشعارش بیشتر در مدح ائمه بوده است. او از کتیبه‌نویسان زبردست دوره صفوی است که در تذهیب، صحافی و وصالی نیز سررشته داشت.
وی که از بازماندگان صوفی خلیل ذوالقدر و از بزرگان این طایفه بود، در اسیر از توابع شیراز به دنیا آمد و در اصفهان رشد کرد و به شهرت رسید و بیشتر در اصفهان می‌زیست.
گفته‌اند در کتابخانه ساختن یکتا بود و کتابخانه بسیار خوبی در سه‌تنان مسجد جامع اصفهان ترتیب داد. از آنجایی که خط ثلث را خوب می‌نوشت و کتیبه‌نگاری توانا بود، بیشتر کتیبه‌های مساجد و سنگ‌های قبر به خط او بود.
صادقی کتابدار در مجمع‌الخواص درباره او نوشته است: «وی از مردم شیراز و شخصی مصاحب و هم زبان است. آنقدر شاعروضع و بلندپرواز است که شاعری بسیار دلیر باید تا از وضع وی نترسیده در معرض سؤال و جواب او برآید. اغلب بزرگ‌زادگان احمق را پیدا کرده برای آنان بالبدیهه قصیده‌های بی‌معنی می‌گفت و جایزه می‌گرفت. در آن موقع بسیار بی‌قید و لوند بود ولی اکنون تائب و پرهیزکار شده است.»
صحیفی عمر طولانی داشته و گفته‌اند که بیش از هشتاد سال یا در حدود نود سال عمر کرد. تقی‌الدین کاشانی، (۹۴۶–۱۰۱۶ ه‍. ق) از مشاهیر بزرگ ادبی عصر صفوی، در سال ۹۸۷ در اصفهان او را ملاقات کرده است. به هر حال معاصرینش او را به همدلی و همزبانی و شوخ‌طبعی و شکفتگی خاطر ستوده‌اند و در هشتاد سالگی مردی بزله‌گو و رند و هم‌فطرت و هم‌خوی جوانان معرفی کرده‌اند. او هنوز زنده بود که فرزندش اسیری شیرازی از شاعران پارسی‌گوی هند درگذشت. آرامگاه او گفته‌اند در سه‌تنان در نزدیکی مسجد جامع اصفهان بوده است.

## آثار
- دیوان اشعار

از آثار خوشنویسی وی این موارد را می‌توان اشاره کرد:
- کتیبه‌ای در مدخل ایوان شمالی مسجد جامع اصفهان به صورت گچ‌بری، به قلم سه‌دانگ کتیبه ثلث عالی و نستلعیق متوسط، با رقم: «السلطان شاه عباس الصفوی… وفق بتعمیر هذا البعقه… رقم صحیفی… ۹۹۶»
- کتیبه در مسجد جامع اصفهان که بر دو لنگه چپ و راست در شمالی مسجد در جنب آرامگاه مجلسی به خط ثلث برجسته که از آثار خوب اوست با رقم: «رقم صحیفی الجوهری»
- کتیبهٔ سردر مسجد جارچی اصفهان، به خط ثلث برجسته نقر شده بر سنگ که چنین رقم دارد: «تیمنا و تبرکا… سنه تسع عشر و الف، رقم صحیفی جوهری»
- کتیبه سردر مسجد کوچک جورجیر اصفهان، با: «رقم فقیر صحیفی جوهری فی سنه ثمان عشر و الف»
- کتیبه داخل آرامگاه شهشهان اصفهان، به خط ثلث و با رقم: «فی… سنه ثلاث عشر و الف من الهجره النبویه خط صحیفی الفارسی».
- کتیبه‌ای در آرامگاه امام‌زاده شاه‌زید در قسمت شرقی محله تروسکان اصفهان بر لنگه چپ در بنا که چنین رقم دارد: «رقم صحیفی جوهری»